# 金大眼脂鯉
金大眼脂鯉，為輻鰭魚綱脂鯉目脂鯉科的其中一個種。

## 分布
本魚分布於南美洲巴西、秘魯、蓋亞那、蘇利南、法屬圭亞那、委內瑞拉的溪流中。

## 特徵
本魚體側很深，眼大，眼睛上方的背側有一特別的凹陷。身色銀色中帶有金色，魚鱗錯落有致；側腹上有三塊黑斑，在鰓蓋後面的兩塊稍顯模糊，尾柄上也有一塊；雌魚在產卵期通常比雄魚更肥厚。體長可達12公分。

## 生態
本魚棲息流速緩慢或水中有枯木的溪流中，性情溫和，喜群游，屬雜食性。

## 經濟利用
為觀賞性魚類。